# Constantin Daniel Rosenthal
Pour les articles homonymes, voir Rosenthal.
Constantin Daniel Rosenthal, né en 1820 à Pest, Autriche-Hongrie et mort le 23 juillet 1851 dans la même ville  est un peintre et sculpteur  roumain de l’empire austro-hongrois, d’origine juive, connu pour ses portraits et ses thèmes caractéristiques du nationalisme romantique. Il a participé à la révolution de 1848.

## Biographie

### Formation
Né dans une famille juive de marchands de Pest, alors dans l’empire austro-hongrois, il quitte la ville à 17 ans pour étudier à l’Académie des beaux-arts de Vienne, l’archéologie et le dessin ; il fait alors la connaissance du peintre roumain Ion Negulici, qu’il accompagne en Valachie.
Rosenthal arrive à  Bucarest, la capitale de Valachie, vers 1842, où il reçoit probablement sa première commande d’une série de portraits de boyards. Il est introduit dans les cercles libéraux-radicaux par Negulici, et devient un proche de Constantin Alexandru Rosetti. 
Peu satisfait avec sa technique, il part pour la France fin 1844, avec Rosetti et tout en suivant des cours d’art, il y participe aussi à des rencontres avec des étudiants vallachiens et moldaviens attachés à des idéaux nationalistes et radicaux,.
C’est probablement à cette époque qu’il peint un portrait collectif, qui subsiste seulement dans sa version lithographique, montrant  Rosetti, Rosenthal et une troisième personne inconnue, Rosenthal s’étant peint avec un bonnet phrygien. 

### Révolution  valachienne

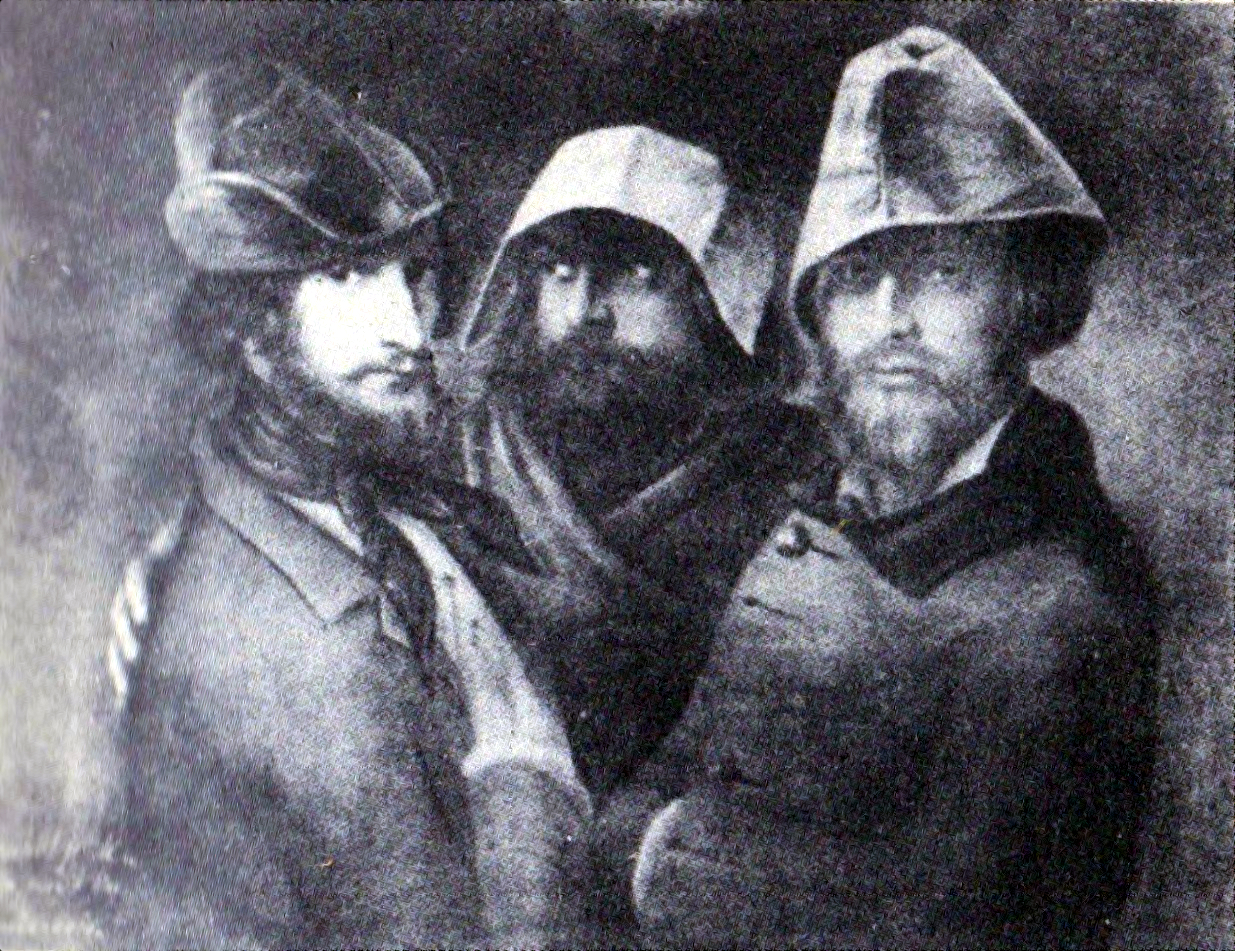
Lithographe d’un portrait de groupe avec gauche : Rosenthal (portant un bonnet phrygien)

En 1846, il voyage en  Angleterre, puis se rend à Budapest au début de 1847, et visite Mehadia pendant l’été, puis retourne à  Bucarest. Rosenthal devient membre de la société secrète  Frăţia (La Fraternité), qui se présentait comme un cercle littéraire, présidé par Iancu Văcărescu.  Vasile Alecsandri lui commande un  portrait d’Elena Negri d’après un daguerréotype. Il peint aussi le portrait d'Anica Manu, l’épouse de Agha Ioan Manu.
Lorsque la révolution roumaine de 1848 éclate, Rosenthal est épargné par la première vague de répression ordonnée par le prince Gheorghe Bibescu  grâce à son passeport autrichien. Le 18 juin 1848, lorsque le gouvernement provisoire prend le pouvoir, Rosenthal demande la citoyenneté valachienne (roumaine, de fai puisque le nouveau gouvernement vise à l’unification des deux principautés danubiennes ; la justification portée sur le document lui donnant le droit à la naturalisation est son talent et la part active jouée dans la révolution,.
Le gouvernement lui commande le dessin d’un arc de triomphe à Bucarest, destiné à marquer le triomphe de la révolution et probablement une Statue de la liberté (le dernier projet n’a survécu que dans une aquarelle de Theodor Aman,).

### Exil

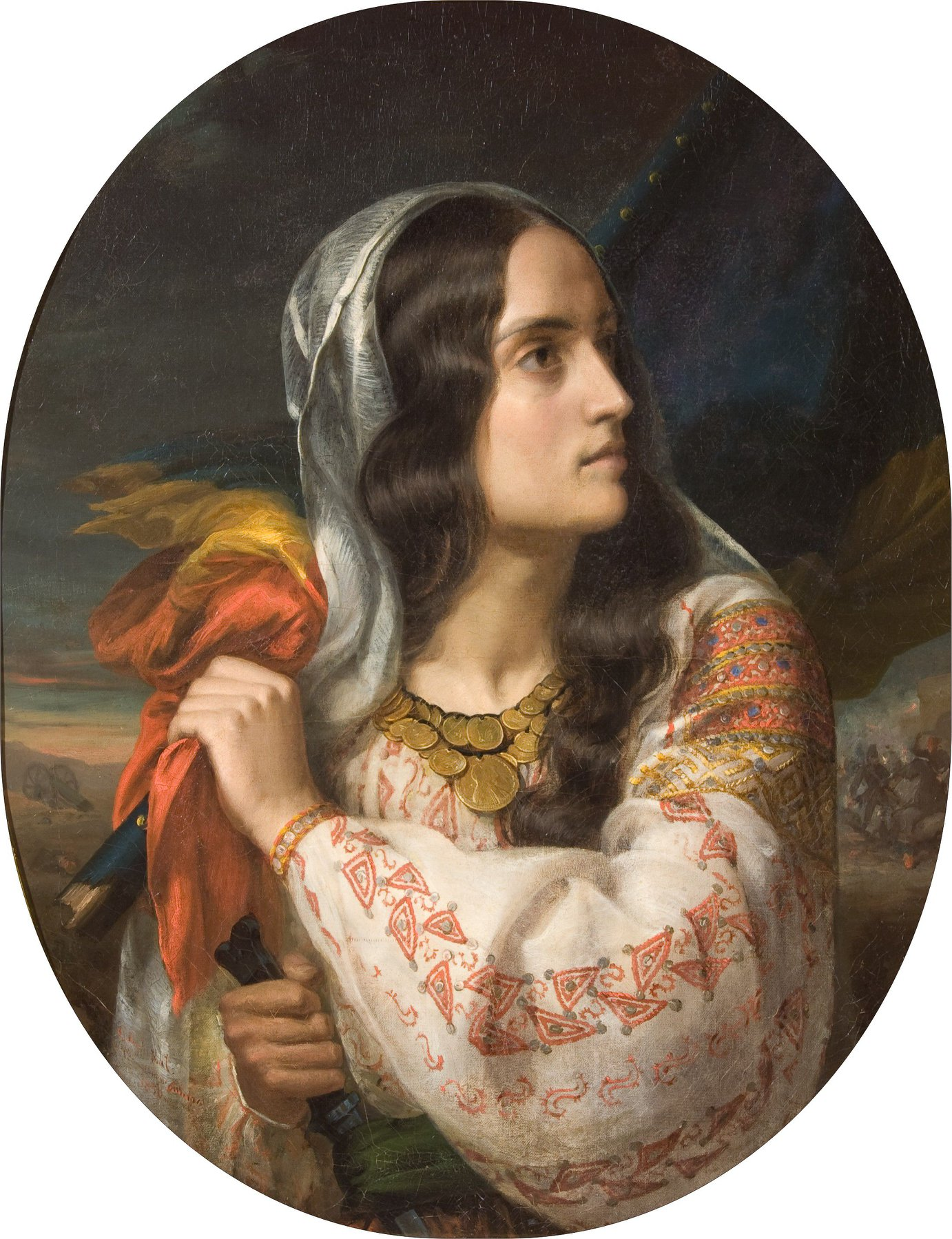
La Roumanie révolutionnaire (portrait de Maria Rosetti)

Fin septembre, après l’intervention des troupes ottomanes contre la révolution, les plus radicaux sont arrêtés et déportés à bord de petites embarcations sur le Danube. Rosenthal demande publiquement à les rejoindre, mais on lui répond que la protection autrichienne s’applique encore à lui et malgré sa requête d’être traité en tant que valachien, on lui refuse la permission de monter à bord. Accompagné de l’épouse de Rosetti, Maria, il suit les bateaux depuis la rive de Giurgiu à Svinița, où ils convainquent le maire autrichien de désarmer les gardes ottomans et de libérer les prisonniers.
Rosenthal retourne alors à Pest-Buda, encore au milieu de la  révolution, puis quitte pour Paris en 1850, joignant les exilés roumains dans leur travail de propagande. Ses plus célèbres peintures, deux allégories de la nation : România revoluționară (« Roumanie révolutionnaire », où est représentée Maria Rosetti) et România rupându-și cătușele pe Câmpia Libertății (« La Roumanie brisant ses chaînes sur le champ de la liberté ») datent de cette période.

### Persécution et assassinat
Sans argent, Rosenthal quitte Paris pour la suisse, et vit quelque temps à Porrentruy, puis Fribourg et Chur, au début de 1851. À Graz jusqu’en juillet, où il commence à retenir l’attention des critiques, il décide de retourner en Valachie dans une tentative de relancer le mouvement radical.
Ses plans sont divulgués par des espions de la Deuxième République française (déjà sous l’autorité du prince-président Louis-Napoléon Bonaparte) ; les Autrichiens arrêtent le peintre lorsqu’il passe à  Pest-Buda, pour « ses déclarations politiques imprudentes ». Pressé de révéler ses connexions et refusant de parler, Rosenthal est torturé à mort ; son corps n’est jamais rendu à sa famille. En 1878, Maria Rosetti écrit un article dans le magazine Mama și Copilul où elle fait l’éloge de son ami.

## Peintures

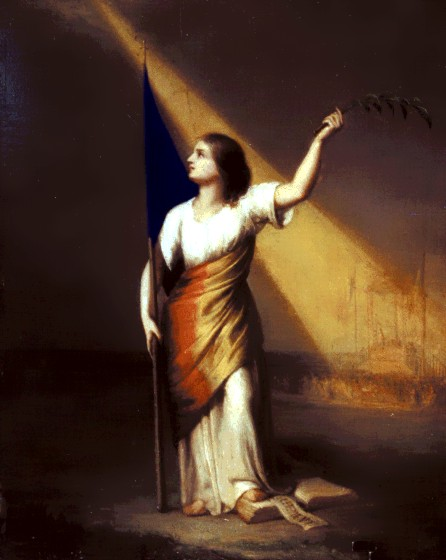
La Roumanie brisant ses chaines sur le champ de la liberté
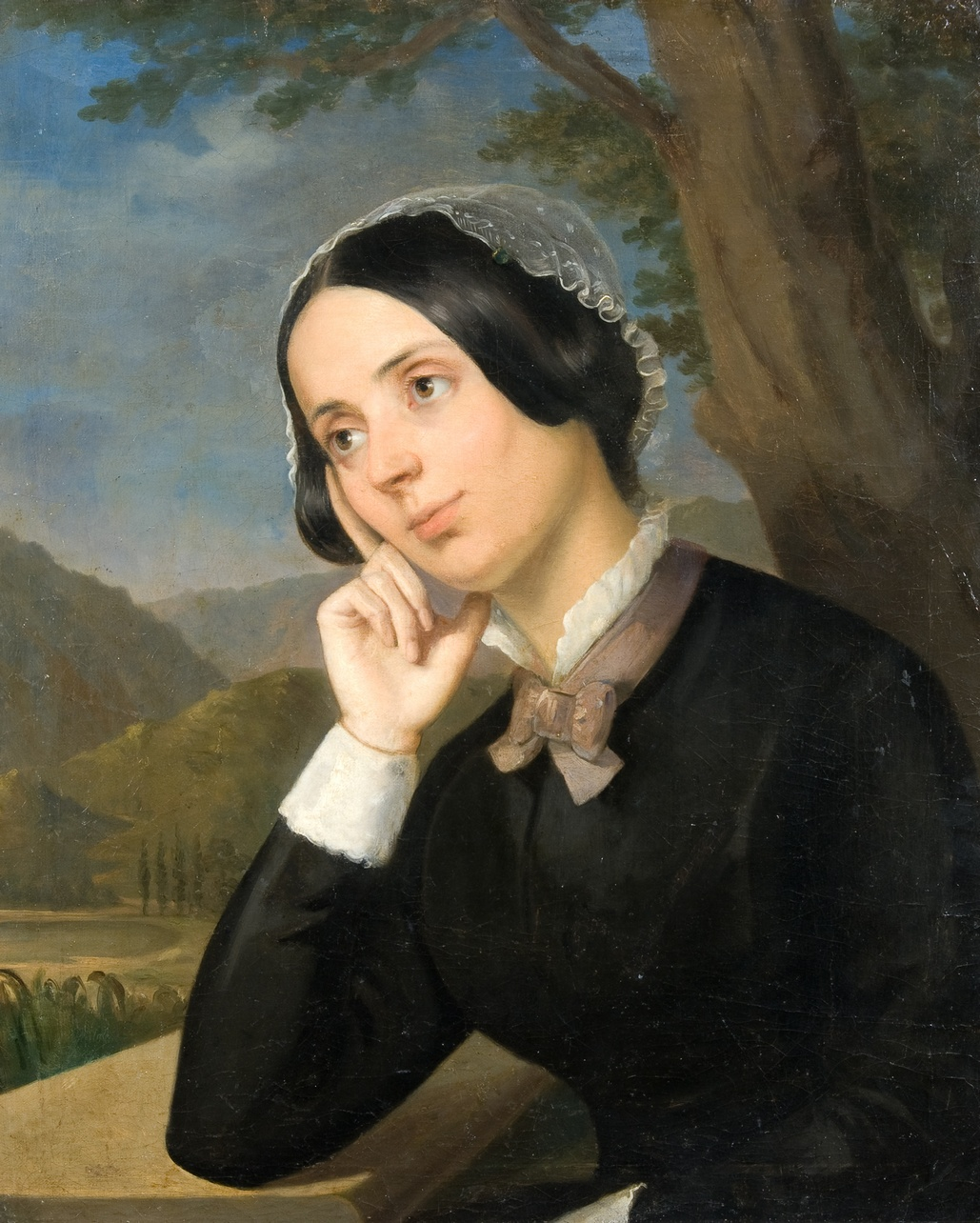
Portrait de Maria Rosetti
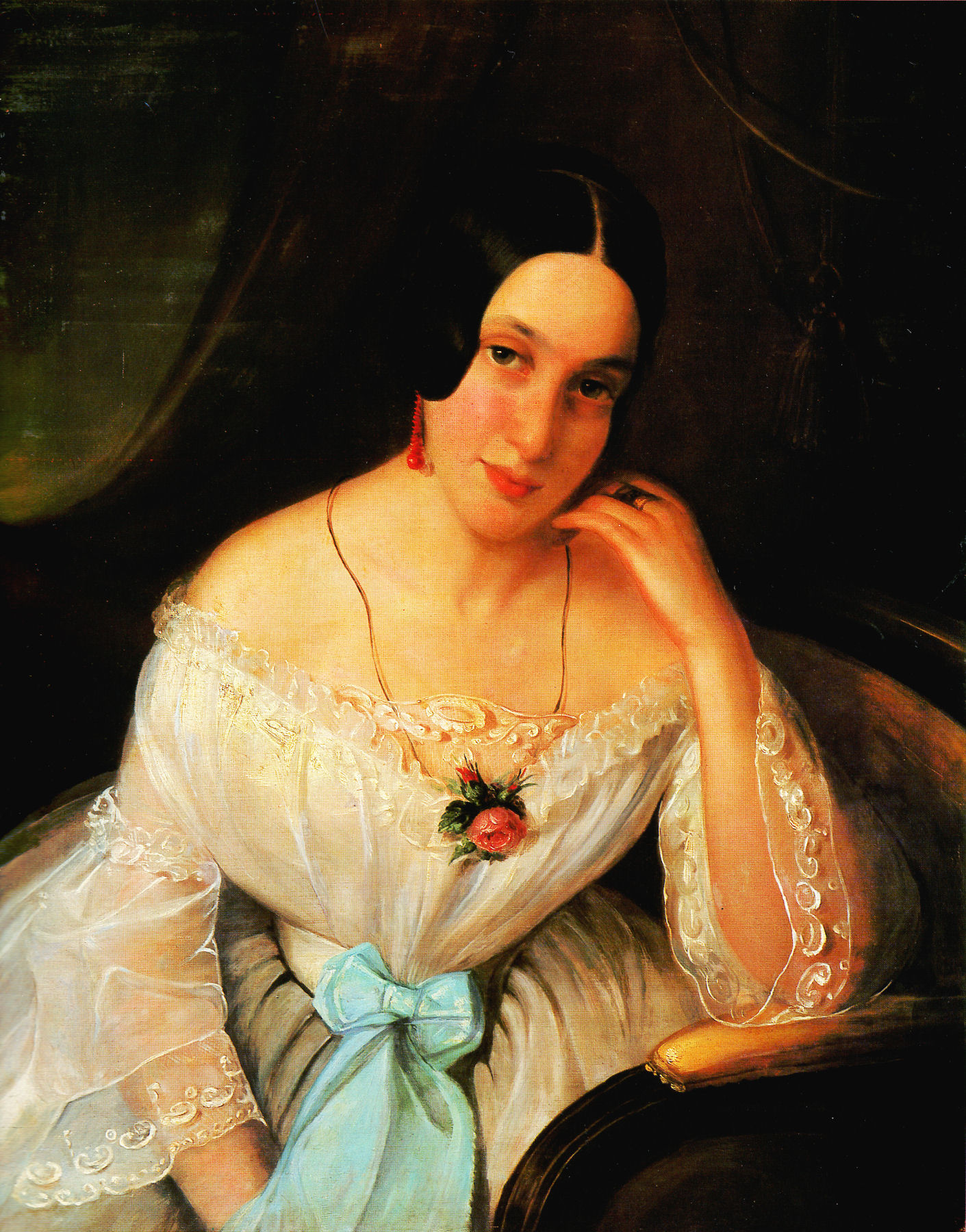
Portrait de femme (1844)
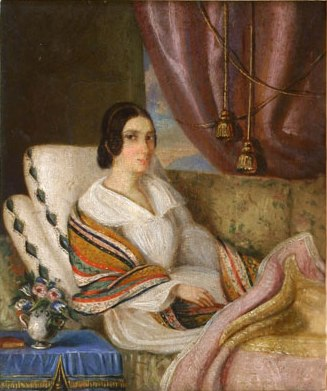
Convalescence
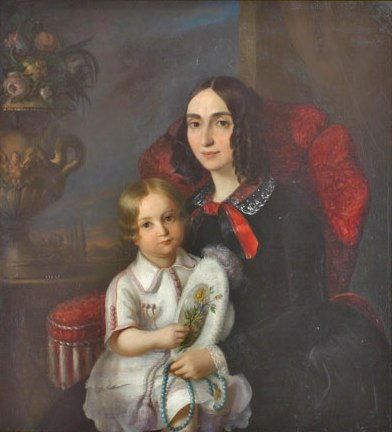
Anica Manu et son enfant
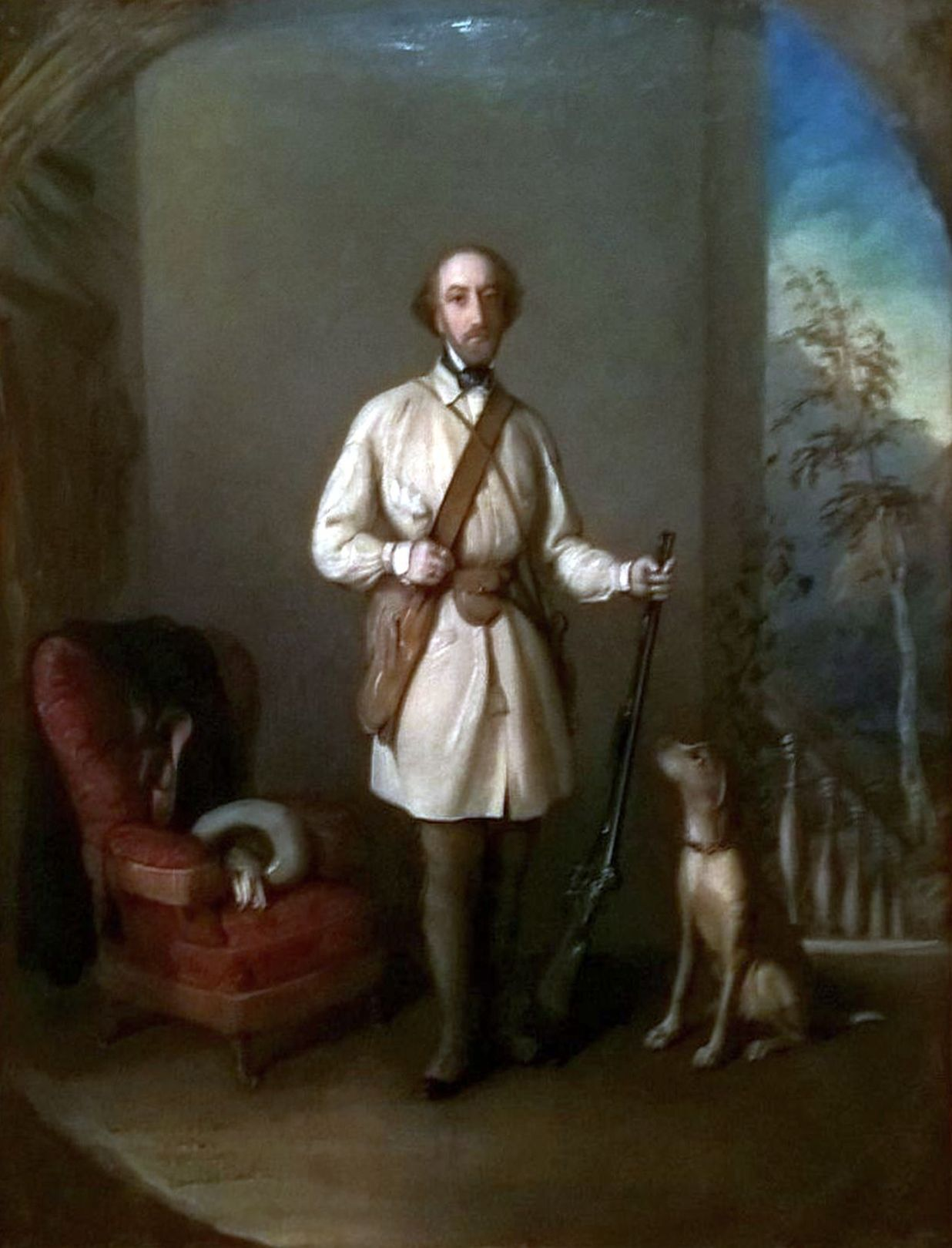
Portrait de Nicolae Golescu
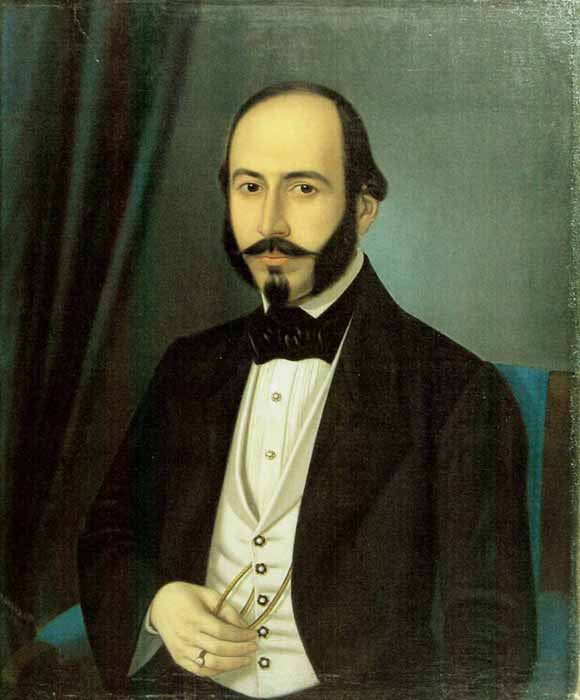
Portrait de Teodor Arion
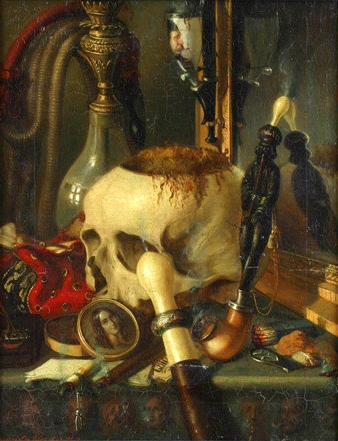
Vanité (1848)